# بروميثازين
بروميثازين (بالإنجليزية: Promethazine)‏ هو دواء مثبط للأعصاب وهو الجيل الأول من مضادات الهيستامين في عائلة الفينوثيازين، يعد هذا العقار مسكن قوي ولكنه علاج ضعيف للذهان.
ويقوم بروميثازين أيضاً بتقليل دوار الحركة ويحتوي على خصائص مضادة للقئ، كما أنه أيضاً مضاد للناقل العصبي كولين (عن طريق العمل بواسطة مستقبلات الدوبامين (D2)، ويتم وصفه في بعض البلدان كعلاج للأرق في الحالات التي يُمنع فيها تناول البنزوديازيبينات، وهو متوفر في بعض البلدان تحت العديد من المسميات التجارية.
وقد تم تطوير البروميثازين في منتصف 1940م عندما قام فريق من العلماء بمختبرات رون بوليك بتصنيع البروميثازين من الفينوثيازين وسلسلة ديامين جانبية من دايفينهايدرامين.

## الإستخدامات الطبية
- مهدئ أو مسكن.[8]
- للتخدير قبل إجراء الجراحات ولمواجهة الغثيان.[8]
- للحد من العصبية، والأرق، والحد من الانفعالات الناجمة عن الظروف النفسية (ويستخدم بشكل أساسي لهذا الغرض في أوروبا).
- يعتبر دواء مضاد للحساسية ومضاد لحمى القش (حساسية الأنف) وما إلى ذلك، ويقوم بعلاج أمراض الحساسية وحده أو مع مركبات أخرى من مضادات الاحتقان التي يتم تناولها عن طريق الفم مثل سودوفدرين.[8]
- علاج مساعد لحالات التأقاني (يتم إعطائه للمريض من خلال الوريد أو يفضل إعطائه من خلال العضل).[8]
- يتم إعطائه مع الكودايين أو الديكستروميثورفان كمضاد للسعال.
- علاج لدوار الحركة أو دوار البحر عند استخدامه مع إفدرين أو سودوفدرين.[8]
- لمحاربة غثيان الصباح الذي تتراوح شدته من متوسط إلى حاد والقئ: حيث أنه في المملكة المتحدة يعد بروميثازين علاج مفضل حيث يعتبر الدواء الأفدم الذي تم استخدامه بواسطة الحوامل لمواجهة القئ والغثيان في تلك الفترة (العلاج الذي يليه في درجة التفضيل هو ميتوكلوبراميد أو بروكلوربيرازين).[9]
- تم استخدامه في السابق كأحد مضادات الذهان، وذلك على الرغم من أنه لا يستخدم عادة لهذا الغرض الآن حيث أن قوته في علاج الذهان تعادل تقريباً 1/10 من قوة الكلوربرومازين.[10]
- علاج الصداع النصفي، ومع ذلك فقد ثبت أن القوة العلاجية لبعض الأدوية الممائلة الأخرى مثل الكوبازين أكثر فاعلية، وهذه الأدوية تستخدم بشكل حصري غالباً أكثر من البروميثازين.[11]

## الآثار الجانبية
يتضمن ما يلي بعض الآثار الجانبية الشهيرة:
- خلل الحركة المتأخر.
- الارتباك في كبار السن.
- النعاس، والدوخة، والتعب، والدوار نادراً.
- جفاف الفم.
- تثبيط الجهاز التنفسي للمرضى الذين تقل أعمارهم عن سنتين والذين يعانون من خلل في الرئة.
- الإمساك.
- عدم ارتياح الصدر واضطرابات الضغط (خاصة في المرضى الذين يتناولون أدوية لعلاج ارتفاع ضغط الدم).
- التنميل والخدر.[12]
- الانفعال والتهيج.

ونادراً ما تحدث بعض الآثار العنيفة مثل:
- النوبات.
- متلازمة الذهان الخبيث.
- الشعور بالخفة والنشاط أو النشوة (نادرة جداً إلا في الحالات التي تتناول جرعات عالية من بروميثازين عن طريق الحقن الوريدي، أو في حالات تناول بروميثازين مع الأفيونات أو مثبطات الجهاز العصبي المركزي).

وبسبب احتمالية الإصابة بآثار جانبية حادة، فقد تم وضع عذا الدواء على قائمة الأدوية الممنوعة لكبار السن، وقد تم منع بروميثازين للأطفال أقل من سنتين ويتم استخدامه بحذر شديد في الأطفال بين سنتين و6 سنوات في كثير من البلدان (بما في ذلك الولايات المتحدة والمملكة المتحدة) وذلك بسبب أعراض تثبيط التنفس وتوقف التنفس أثناء النوم.
وقد تم وضع بروميثازين على قائمة الأدوية التي لها أعلى الخواص كمضادات لنشاط الكولين في دراسة حول عبء مضادات الكولين (بما في ذلك ضعف الإدراك والذاكرة).

## الخصائص الدوائية
بروميثازين هو أحد مشتقات فينوثيازين ولكنه يختلف في التركيب الهيكلي عن الفينوثيازين (علاج الذهان) حيث يُحدث تأثير مماثل ولكنه مختلف، يعمل بروميثازين بشكل أساسي كمضاد قوي لمستقبلات H1 (مستقبلات الهيستامين) ومضاد متوسط لمستقبلات mACH (مستقبلات الكولين)، ويعد أيضاً ذو تأثير تتراوح شدته من ضعيف إلى متوسط على (5-HT2A,5-HT2C,D2) ومستقبلات الأدرينالينα1  حيث يقوم بتثبيطها في جميع الأماكن أيضاً.
وهناك استخدام آخر ملحوظ لبروميثازين وهو استخدامه كمخدر موضعي، وذلك من خلال إغلاقه لقنوات الصوديوم.

## الخواص الكيميائية
هيدروكلوريد بروميثازين الصلب له لون أبيض إلى أصفر باهت، كما أنه عملياً عديم الرائحة، ويوجد المسحوق منه على هيئة بلورات، قد يحدث له أكسدة بطيئة إذا تعرض للهواء لفترات طويلة وعادةً يتسبب هذا بتحول لونه إلى الأزرق.
ملح الهيدروكلوريد الخاص به قابل للذوبان في الماء وإلى حد ما قابل للذوبان في الكحول أيضاً، يعد بروميثازين مركب غير متناظر ويحدث كخليط بين العديد من المركبات المتناظرة.

## الثقافة والمجتمع
يُتاح بروميثازين في العديد من البلدان تحت أسماء تجارية مختلفة.

### دعوى المسئولية عن المنتجات
في عام 2009م قضت المحكمة العليا في الولايات المتحدة الأمريكية في قضية المسئولية عن المنتجات والتي تتضمن بروميثازين.
حيث عانت امرأة تدعى ديانا ليفين من صداع نصفي وكانت تتعاطى وايث فينرجان من خلال الحقن الوريدي، ولم يتم الحقن بشكل صحيح فأدى إلى إصابتها بالغرغرينا وبناءاً عليه تم بتر الساعد الأيمن تحت الكوع، فقامت هيئة المحلفين بمنحها 6 ملايين دولار كتعويض تأديبي.
تم مناشدة هذه القضية إلى المحكمة العليا على أساس حق التشفع الاتحادي والإجراءات القانونية الموضوعية، وأيدت المحكمة العليا أحكام المحكمة الابتدائية، ومشيراً إلى أن «وايث كان من الواجب عليه أن يضع تحذيرات قوية بشأن الحقن الوريدي» وذلك بدون التعارض مع القانون الإتحادي، في الواقع هذا يعني أن شركات تصنيع الأدوية يمكن أن تكون مسئولة عن الأضرار والإصابات إذا كانت التحذيرات من الآثار السلبية المحتملة والتي وافقت عليها إدارة الأغذية والعقاقير الأمريكية (FDA) غير كافية في نظر محاكم الدولة.
وفي التاسع من سبتمبر عام 2009 طلبت إدارة الأغذية والعقاقير الأمريكية أن يوضع تحذيراً على البروميثازين المجَهَز للحقن، مشيراً إلى موانع الحقن تحت الجلد وأن الحقن العضلي هو الطريقة الأفضل لتناول هذا العقار لأن هذا يقلل من الخطر بالنسبة للعضلات والأنسجة المحيطة.

## وصلات خارجية
- "Promethazine". U.S. National Library of Medicine and National Institutes of Health. مؤرشف من الأصل في 2008-10-01.